# Zärtlichkeit

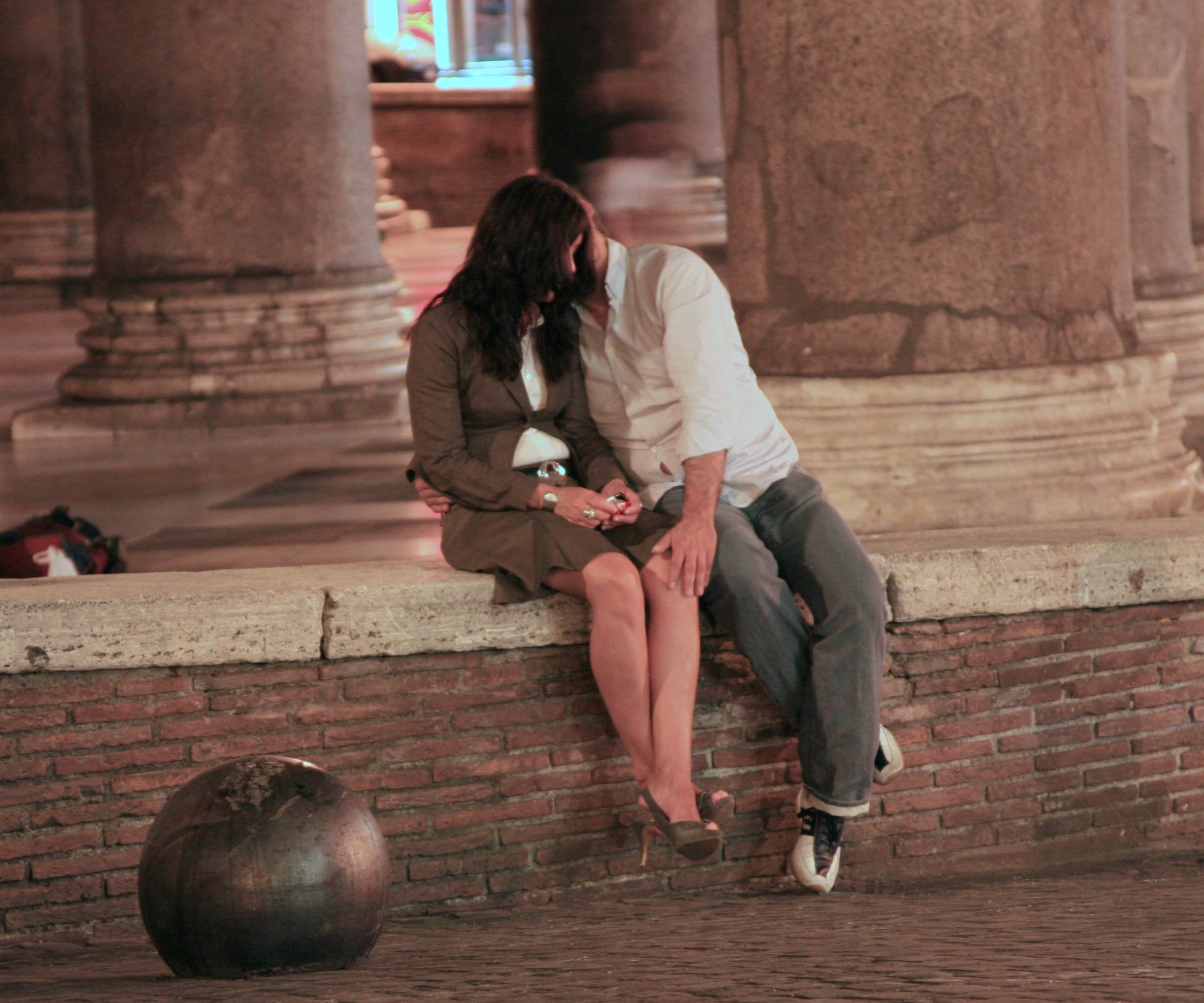
Zärtliche Berührungen

Zärtlichkeit, von spätmittelhochdeutsch zertlīcheit = Anmut, bezeichnet heute meist ein starkes Gefühl der Zuneigung und deren Ausdruck durch zärtliche und damit eher sanfte Berührungen wie streicheln, umarmen und küssen. Diese Ausdrucksformen der Zärtlichkeit stellen damit eine besondere Form des Körperkontakts dar.
Meist veraltet ist die Bedeutung für Zartheit. So bezeichnet 1801 Adelungs Grammatisch-kritisches Wörterbuch der Hochdeutschen Mundart Zartheit als „das Abstractum von zart, die zarte Beschaffenheit zu bezeichnen; ein zwar analogisch richtiges, aber doch wenig gebräuchliches Wort, indem man den Begriff lieber umschreibet. Die Zartheit des Leibes“.

## Weitere Begriffsdefinitionen
1801 wird hingegen Zärtlichkeit im Grammatisch-kritisches Wörterbuch der Hochdeutschen Mundart von Adelung definiert als:
[…]
1. Die Zärtlichkeit der Glieder.
2. Die Fertigkeit, jeden, auch schwachen, unangenehmen Eindruck von außen leicht zu empfinden; ohne Plural. Die Zärtlichkeit des Körpers, der Gesundheit.
3. Übertriebene Vermeidung aller unangenehmen Eindrücke von außen; ohne Plural.
4. Hoher Grad der Liebe; auch ohne Plural. Viele Zärtlichkeit gegen jemand äußern, empfinden.
5. Die Fertigkeit, leicht einen hohen Grad der Liebe zu empfinden; gleichfalls ohne Plural

Pierer’s Universal-Lexikon definierte Zärtlichkeit 1865 sowohl als

„aus Verwöhnung hervorgehende, gesteigerte Empfindlichkeit gegen einigermaßen unangenehme, oder das Wohlbefinden beeinträchtigende äußere Einflüsse“

wie auch

„das durch Liebkosungen, durch Blick u. Wort, so wie durch sorgfältige Vermeidung alles dessen, was dem geliebten Gegenstand unangenehm sein könnte, sich aussprechende Gefühl der Liebe u. Zuneigung“

### Begriffsdefinition in der Psychoanalyse
Die beiden Psychoanalytiker Laplanche und Pontalis definierten in dem von ihnen unter dem Titel Das Vokabular der Psychoanalyse verfassten Wörterbuch den Begriff Zärtlichkeit (im Sinne von Zärtlichkeit zu einem Intimpartner) folgendermaßen:

„In der spezifischen Verwendung, die Freud von ihm macht, bezeichnet dieser Ausdruck (Zärtlichkeit) im Gegensatz zu ›Sinnlichkeit‹ eine Haltung gegenüber einem anderen, der die erste Form der Liebesbeziehung des Kindes perpetuiert oder reproduziert, bei der die sexuelle Lust nicht unabhängig gesehen wird, sondern immer in Anlehung an die Befriedigung der Selbsterhaltungstriebe.“

Freud habe eine sinnliche von einer zärtlichen „Strömung“ unterschieden und habe weniger beschrieben, als nach dem Ursprung des Gefühls der Zärtlichkeit gesucht, den er in der Liebe des Kindes zu jener Person fand, die es pflege und ernähre.

## Bedeutung für die menschliche Gesundheit
Der Wunsch nach körperlicher Nähe und zärtlicher Berührung (in der Fachsprache: taktile Stimulierung und Wahrnehmung mittels Tastsinn) ist jedem Menschen geschlechtsunabhängig von Geburt an lebenslang gegeben und seine Erfüllung durch nahestehende, gemochte oder geliebte Personen besonders bei Kindern aber ebenso auch bei Jugendlichen und Erwachsenen für eine gesunde körperliche wie psychische Entwicklung unbedingt notwendig.

„Die Haut als das aufnehmende Sinnesorgan, das auf die Berührung mit dem Gefühl reagiert, einem Empfinden, mit dem sich beinahe vom Augenblick der Geburt grundlegende menschliche Bedeutung verbindet, ist von fundamentaler Wichtigkeit für die Entwicklung des menschlichen Verhaltens. Das bloße Gefühl der Berührung ist als Anregung lebenswichtig für das physische Leben des Organismus. In diesem Sinn müssen wir feststellen, daß das Bedürfnis nach taktiler Stimulierung zu den fundamentalen Bedürfnissen sowohl der Wirbeltiere als auch der wirbellosen Tiere gehört. … Die Schlußfolgerungen, zu denen wir hier gelangten, legen es nahe, daß die ausreichende taktile Befriedigung während der frühesten Lebenszeit und der Kindheit von grundlegender Bedeutung für die folgende gesunde Verhaltensentwicklung des Menschen ist. Die durch Experimente oder Forschung gefundenen Beweise zeigen sowohl beim Tier als auch beim Menschen, daß taktile Entbehrung in der Jugend im allgemeinen später zu Verhaltensmängeln führen.“

Laut der Neurowissenschaftlerin Rebecca Böhme sind Berührungen ein biologisches Grundbedürfnis und jede einzelne davon geht dem Menschen wortwörtlich unter die Haut.
Auch nach der Historikerin Anne Vincent-Buffault hat ein Mangel an Berührung verheerende Folgen für die geistige Gesundheit des Menschen.

## Zärtlichkeit in der Kunst

Zärtlichkeit in der Malerei
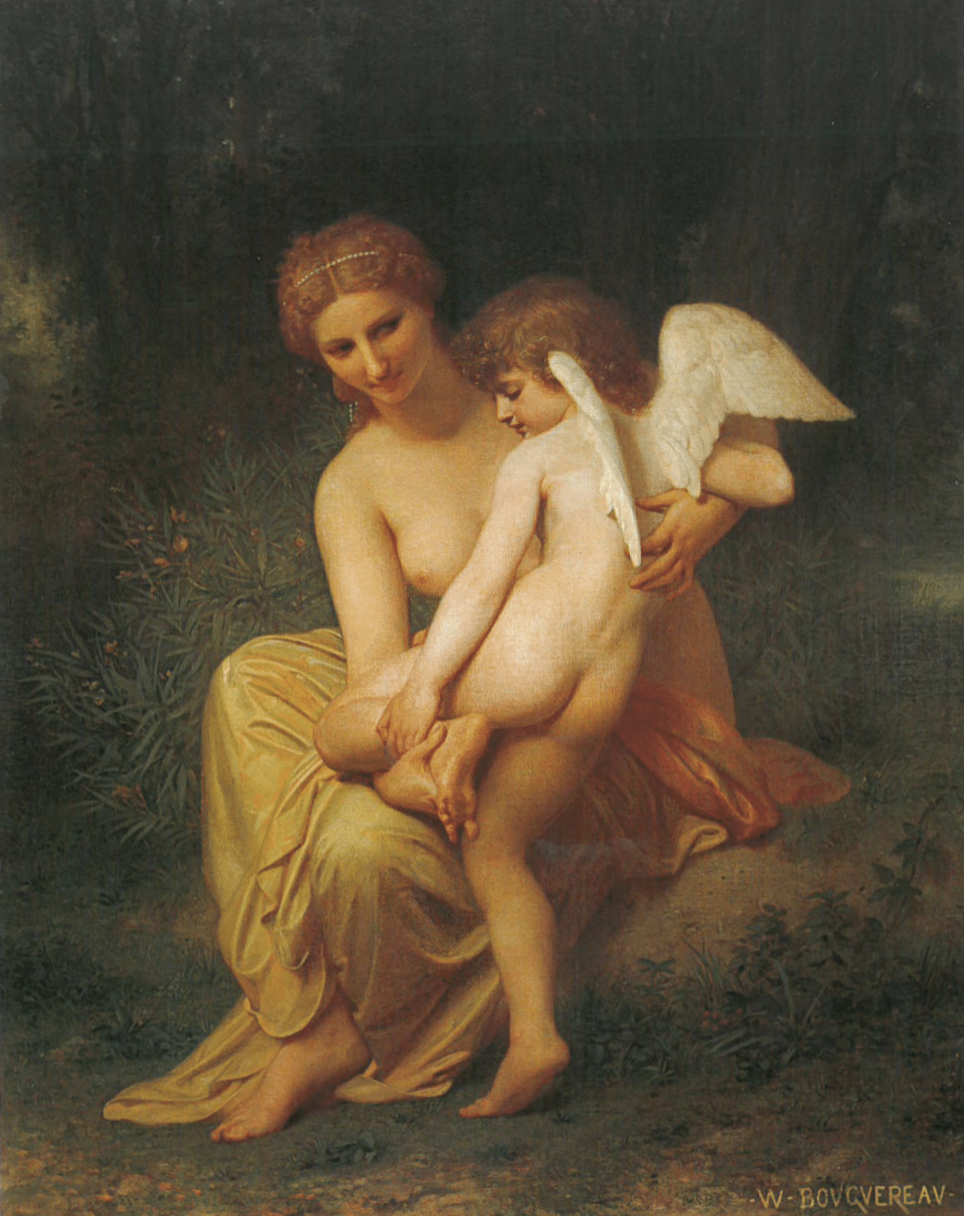
Zärtlichkeit in Lamour blessé von W.-A. Bouguereau
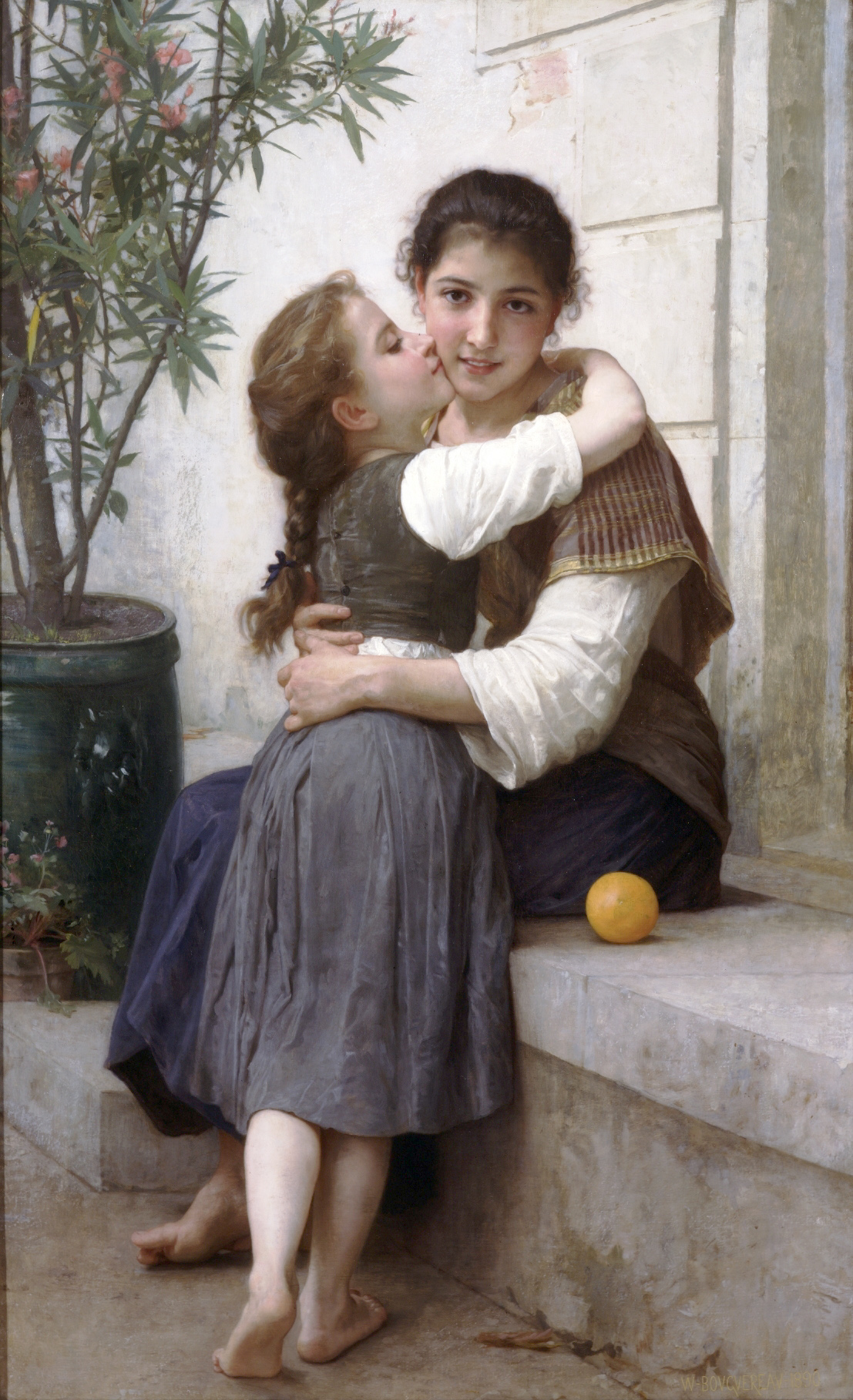
Zärtlichkeit in Câlinerie von William-Adolphe Bouguereau
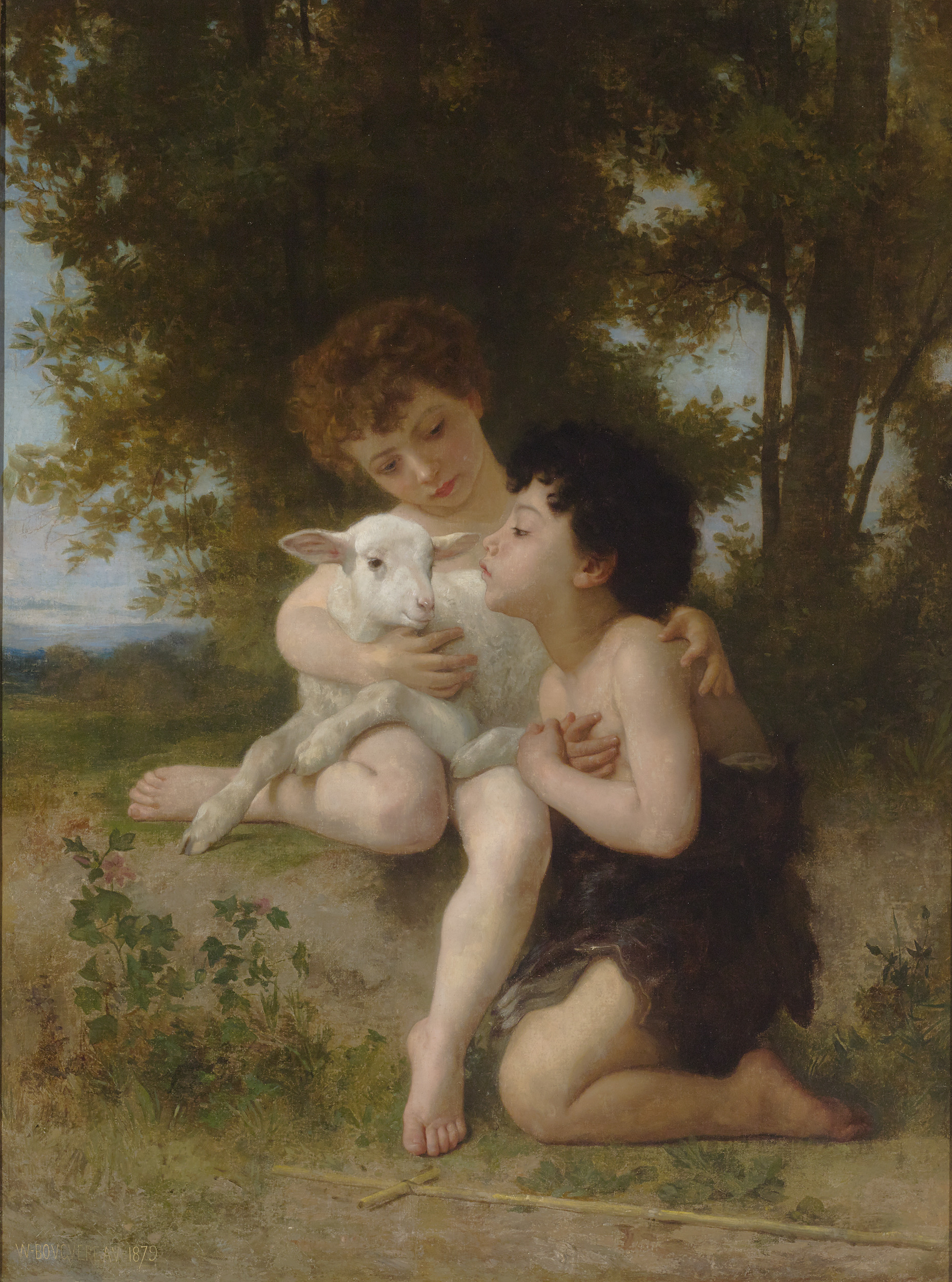
Zärtlichkeit in Les Enfants à L’Agneau von W.-A. Bouguereau
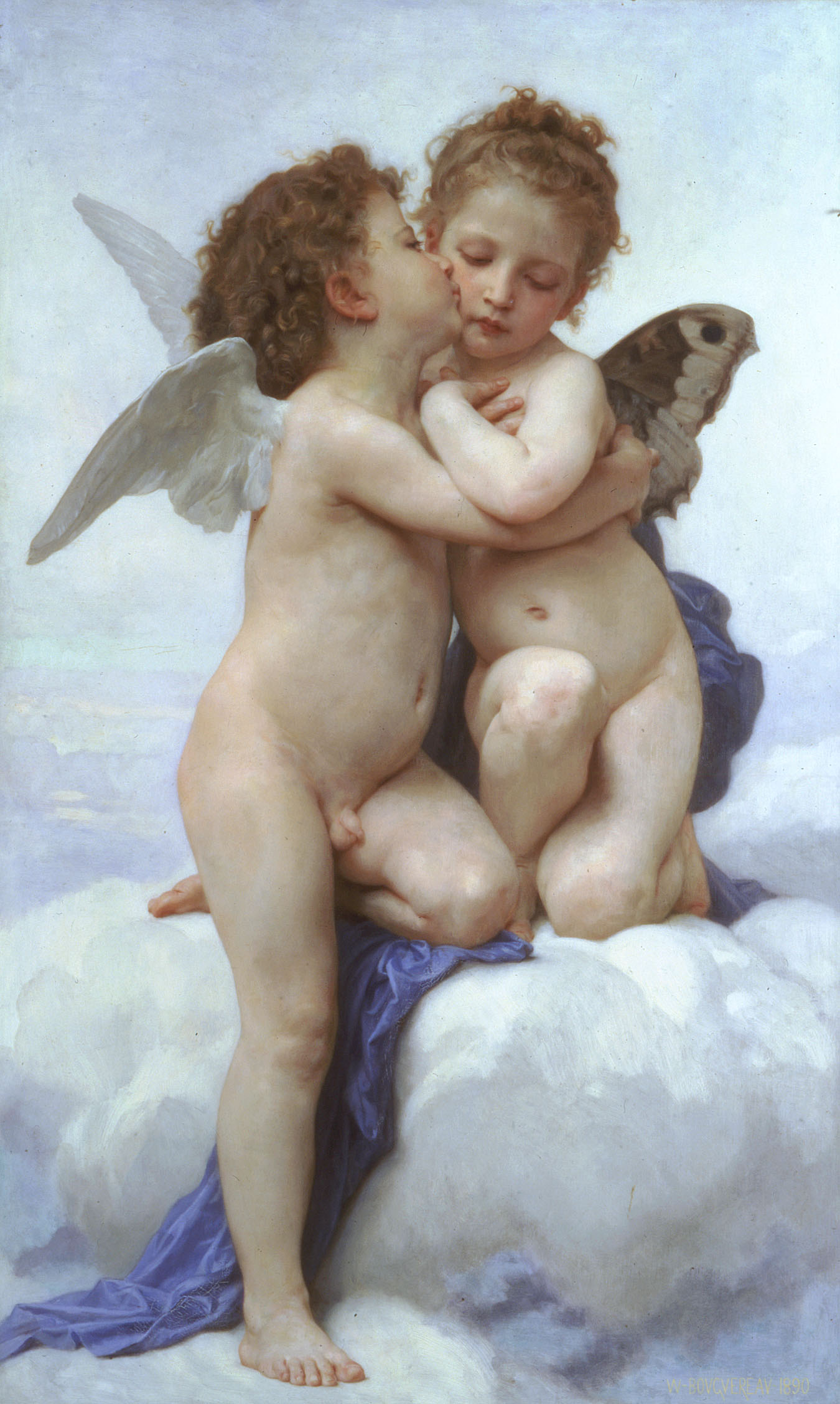
Zärtlichkeit in L’Amour et Psyche, enfants von W.-A. Bouguereau
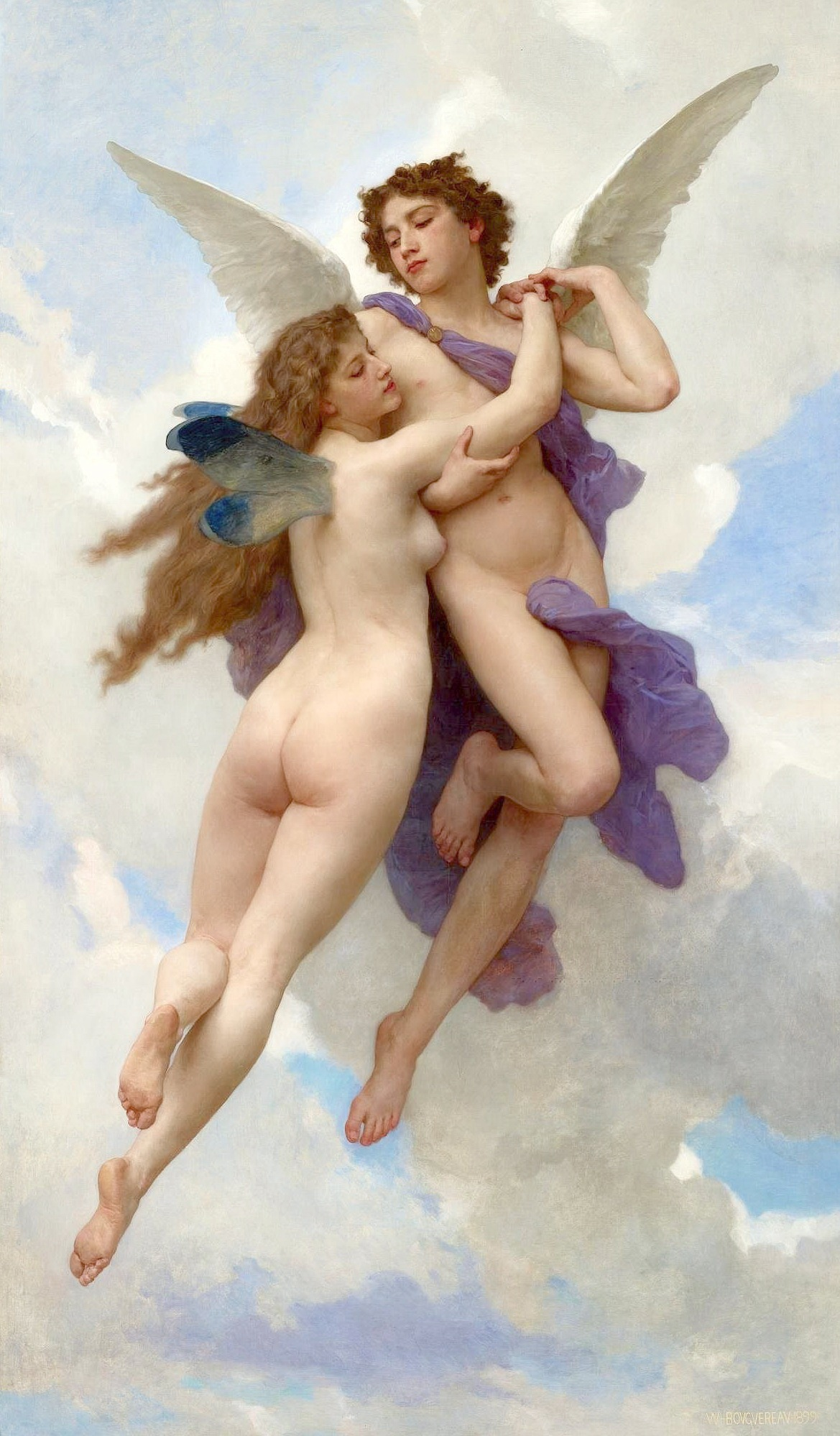
Zärtlichkeit in Amour et Psyche von W.-A. Bouguereau

Zärtlichkeit in der Poesie
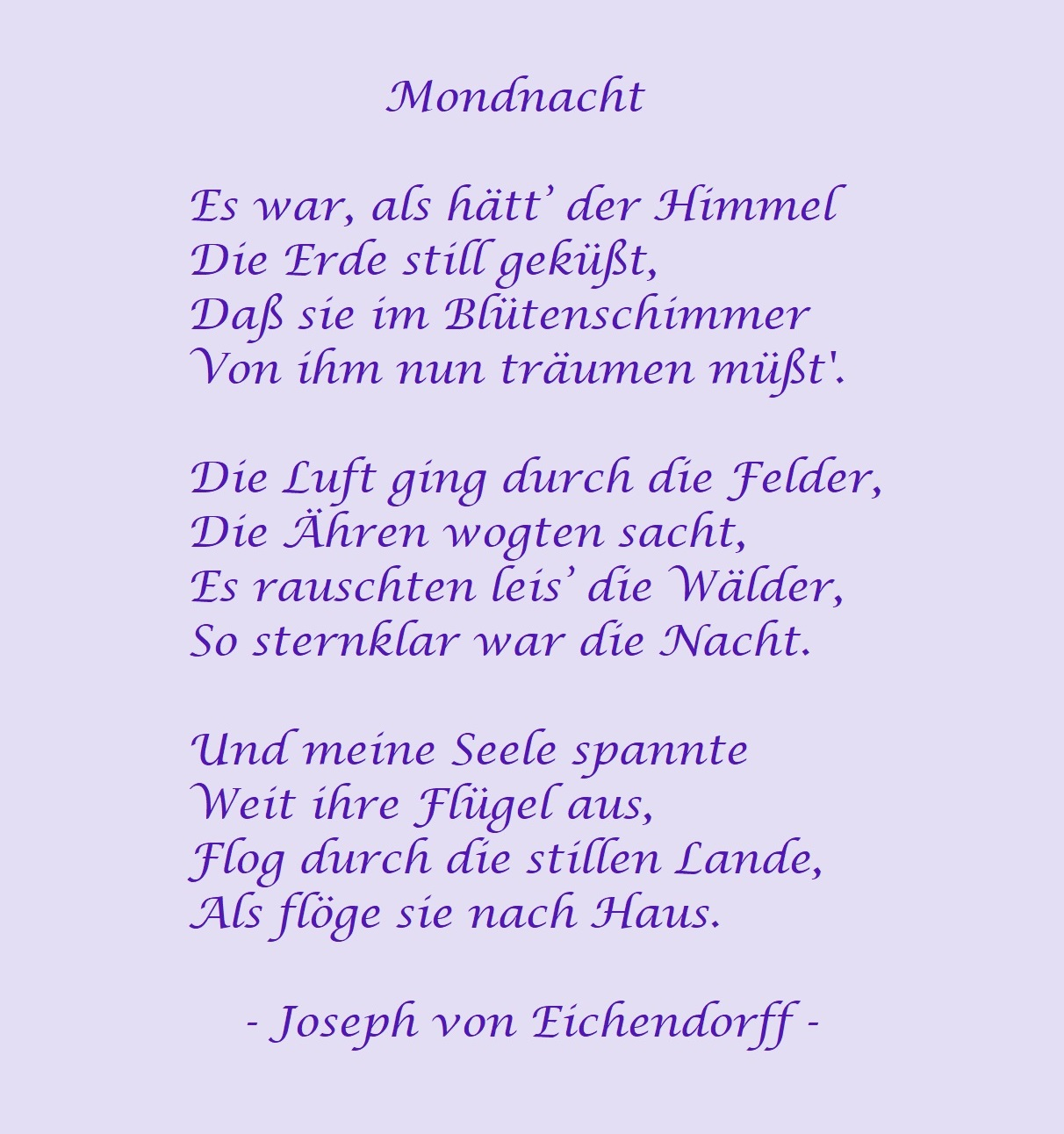
Mondnacht (Eichendorff) Naturlyrik
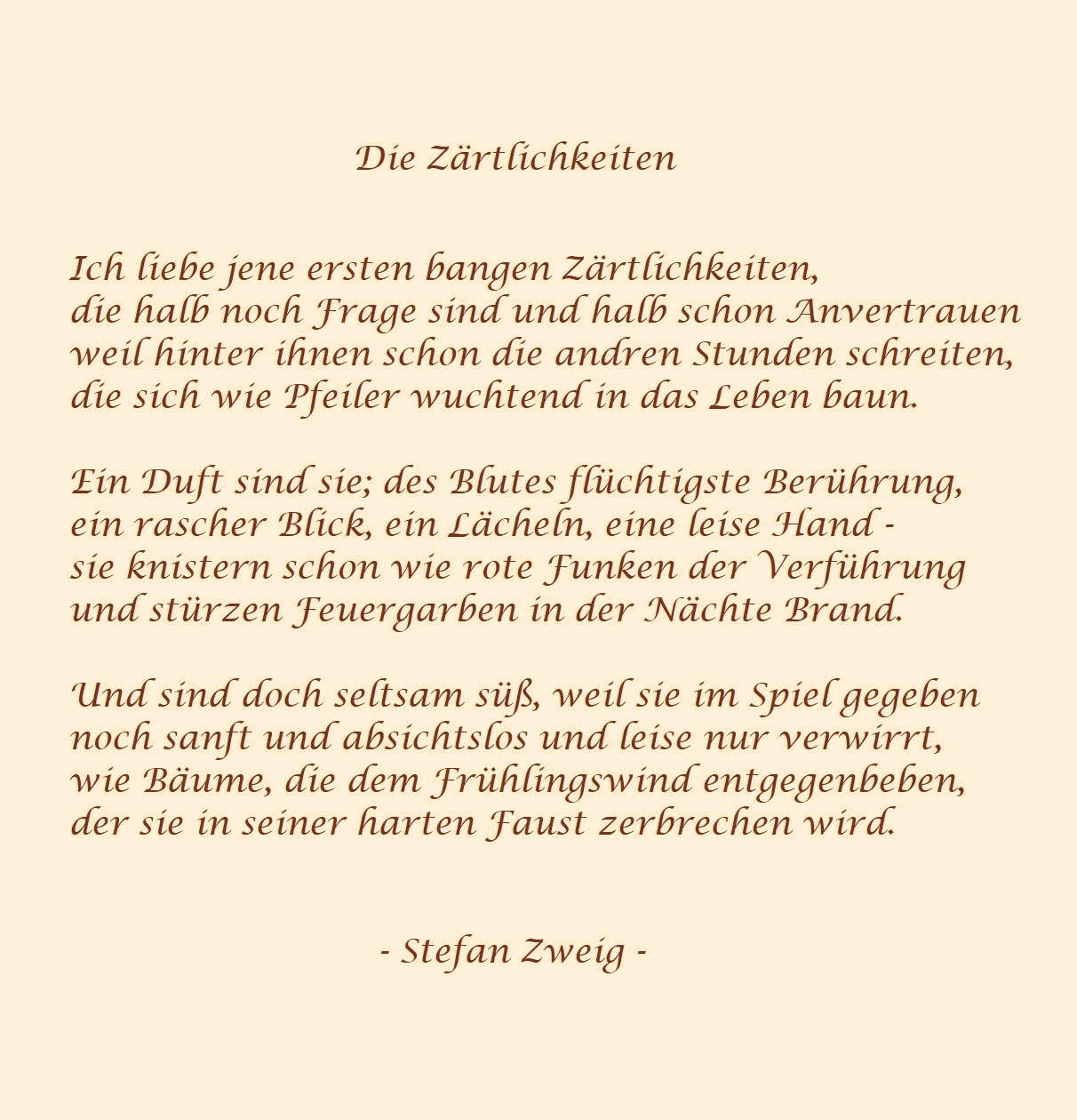
Stefan Zweig Erotik und Drama
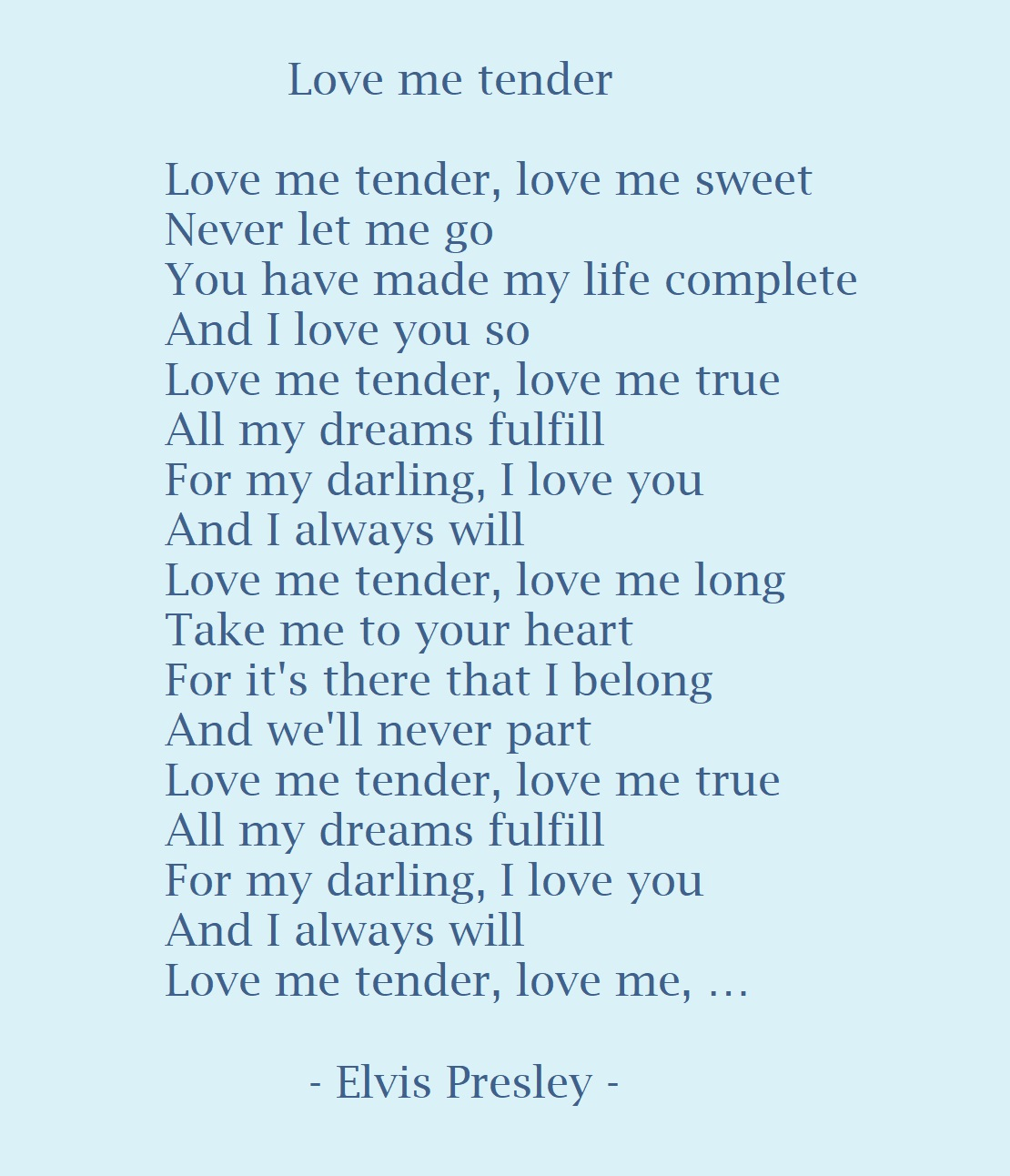
Elvis Presley Kitsch

- G. G. Anderson: Ich glaube an die Zärtlichkeit. Auf: songtextes.de
- Eckart Bücken: Von der Zärtlichkeit Gottes. Auf: evkirchewerne.de
- Karel Gott: Zeit der Zärtlichkeit. Auf: songtextes.de
- Ludwig Hirsch: Zart. Auf: flashlyrics.com

## Zärtlichkeit im Tierreich
Zärtliche Zuwendung ist nicht nur bei Menschen anzutreffen. Man kann sie auch bei Tieren beobachten bei Begrüßungsritualen, Partnerwerbung, als Vorspiel vor der geschlechtlichen Vereinigung, zur Stärkung einer sozialen Bindung und bei der Brutpflege. Das Kindchenschema als artübergreifendes Merkmal ist besonders geeignet, fürsorgliche zärtliche Zuwendung auszulösen. Desmond Morris beschreibt die bei Primaten zu beobachtende soziale Körperpflege, aus welcher im Verlauf der Evolution auch ritualisierte Verhaltensweisen abgeleitet sind, die keine körperlich pflegende Funktion mehr erfüllen, sondern ausschließlich als soziale Signale dienen.

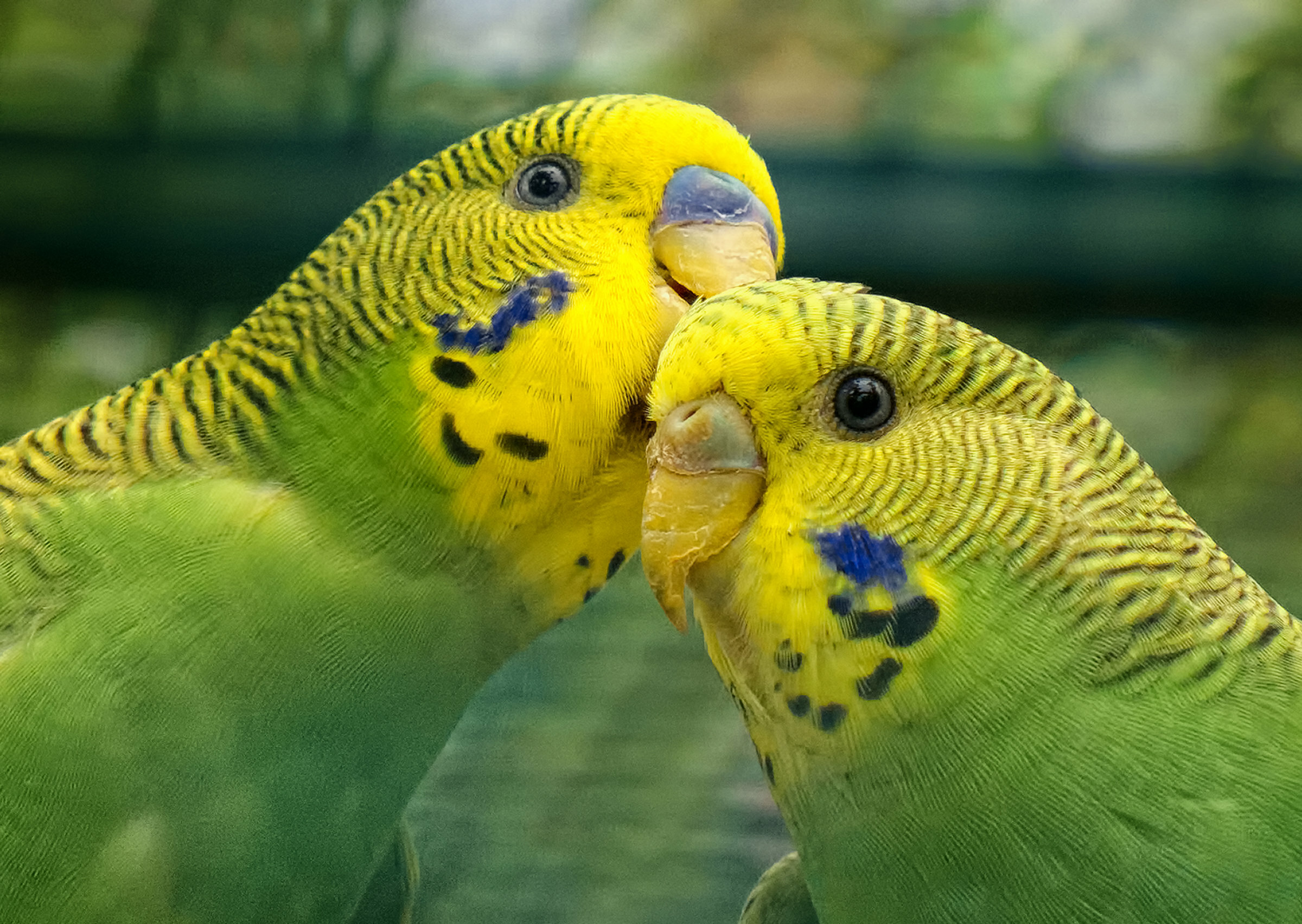
Kopfkraulen mit dem Schnabel bei Wellensittichen
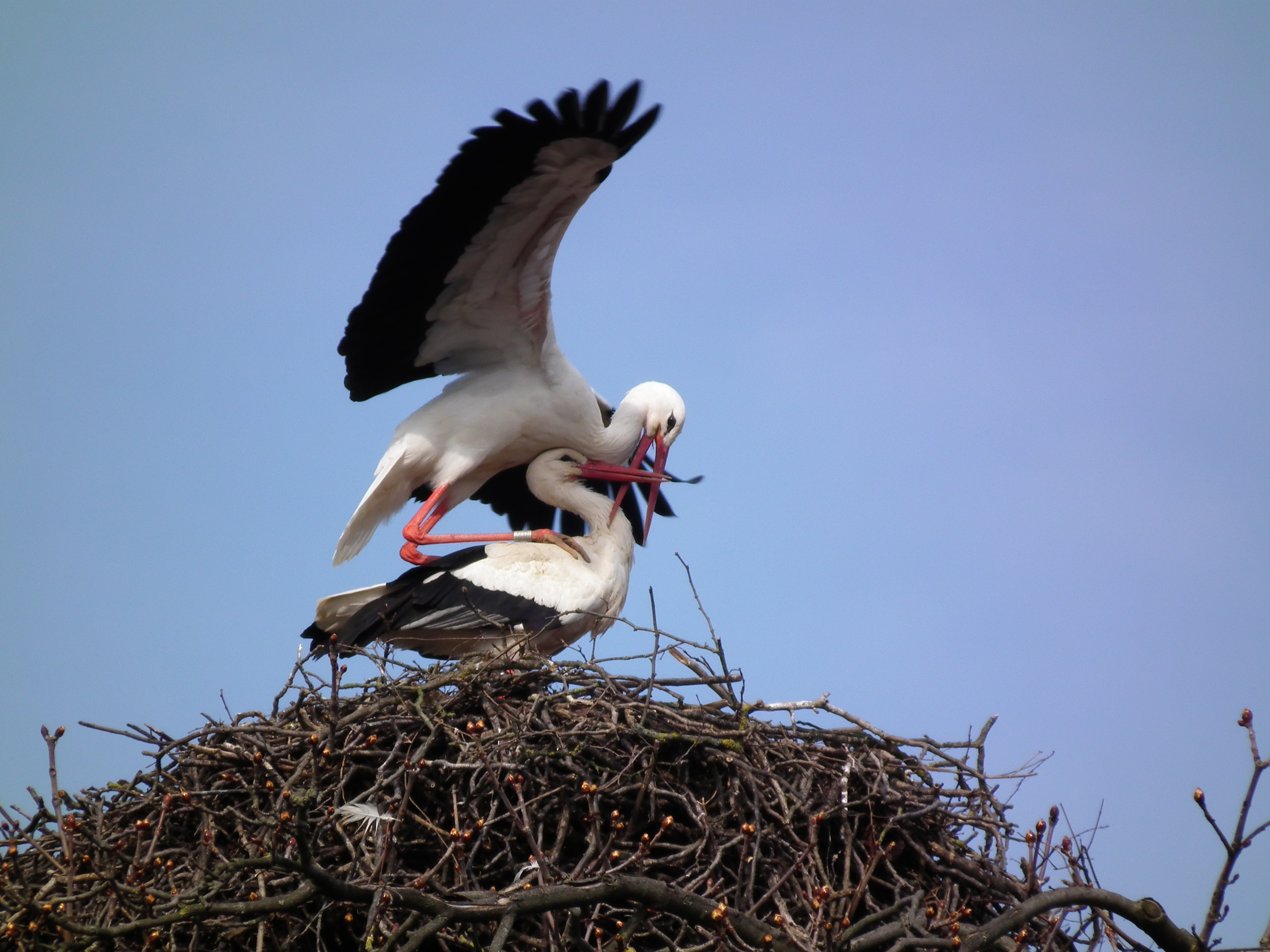
Zärtlichkeit bei Weißstörchen
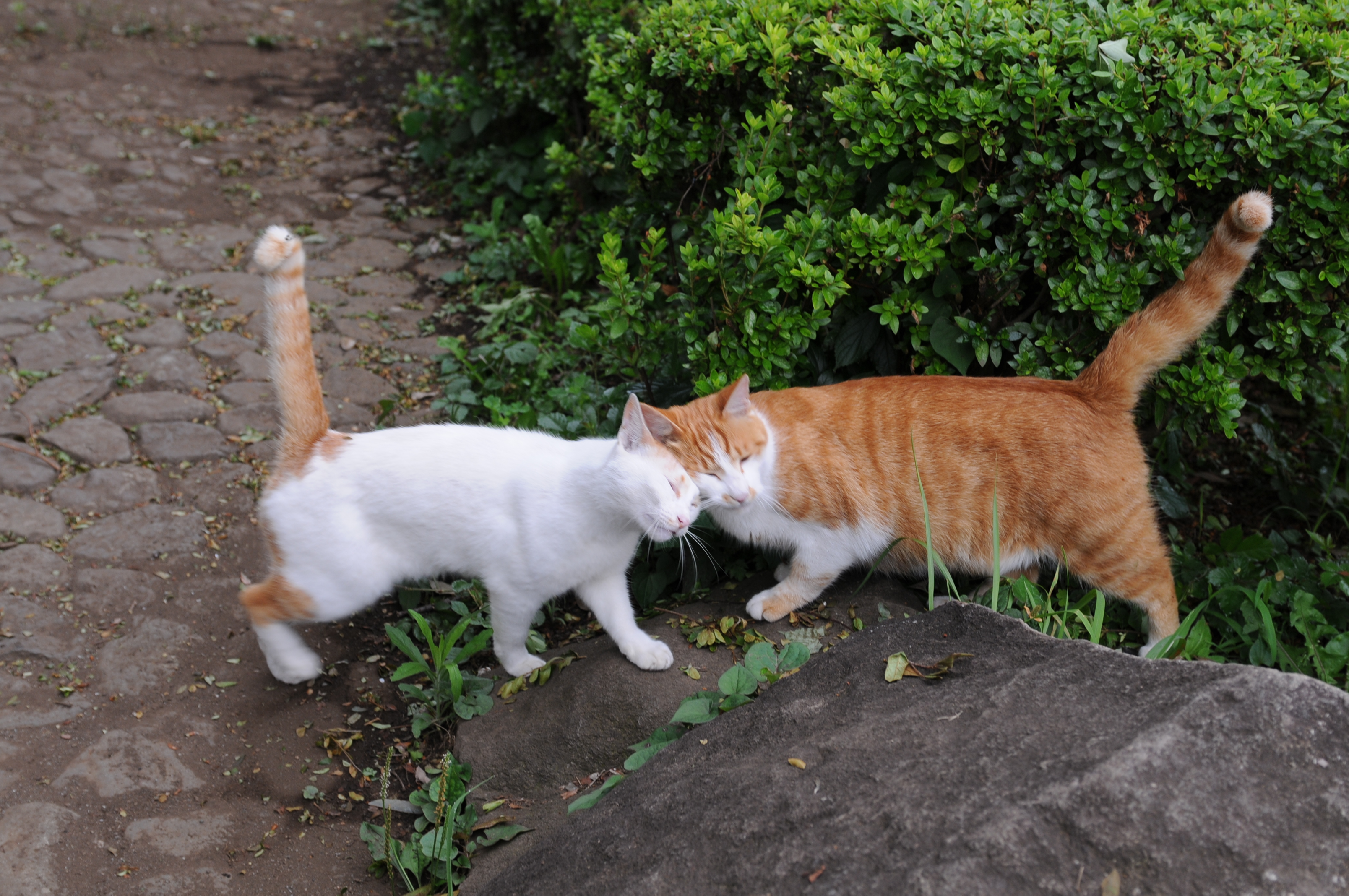
Zärtlichkeit bei Katzen
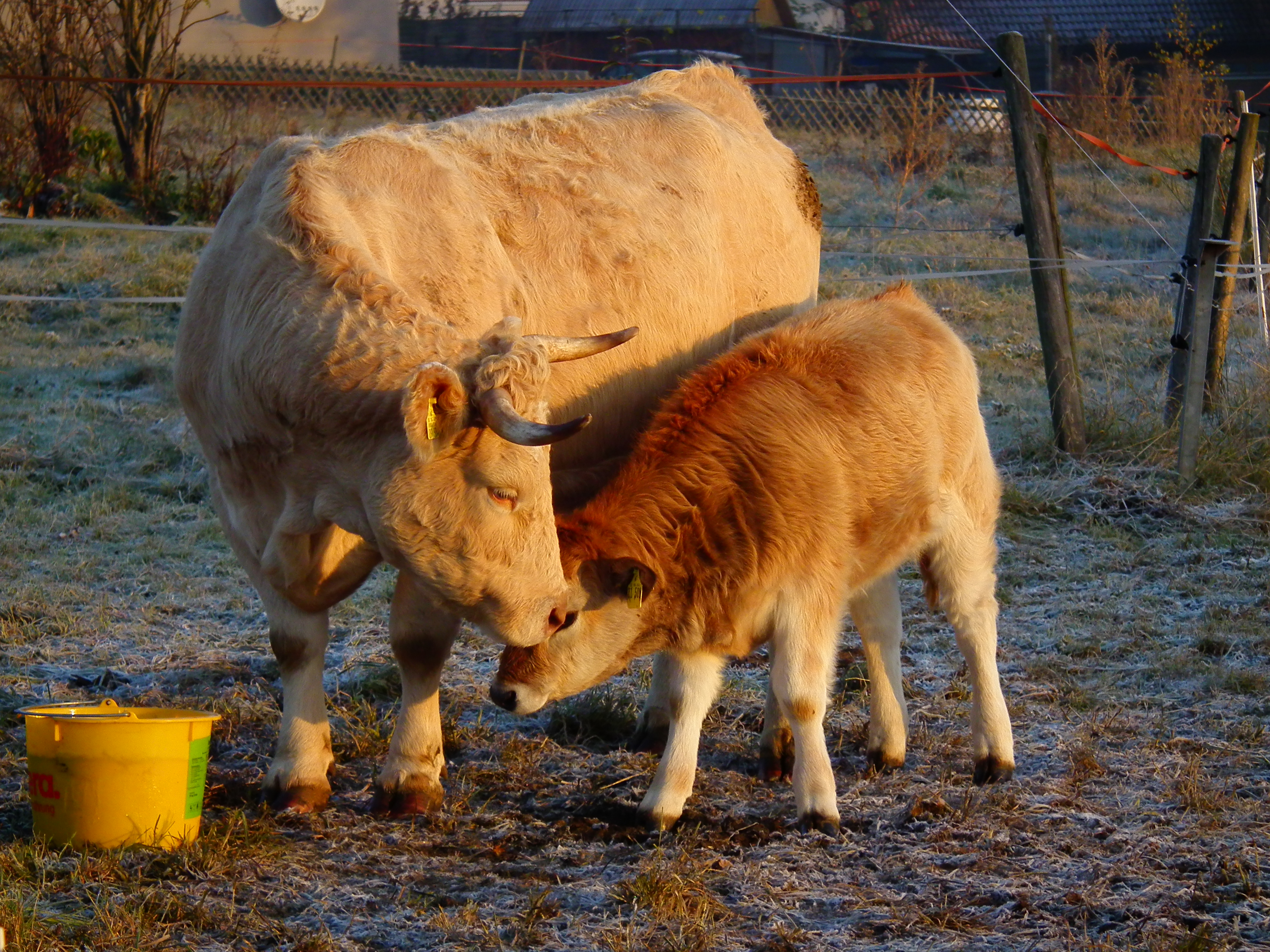
Zärtlicher Kontakt zwischen Kalb und Mutterkuh
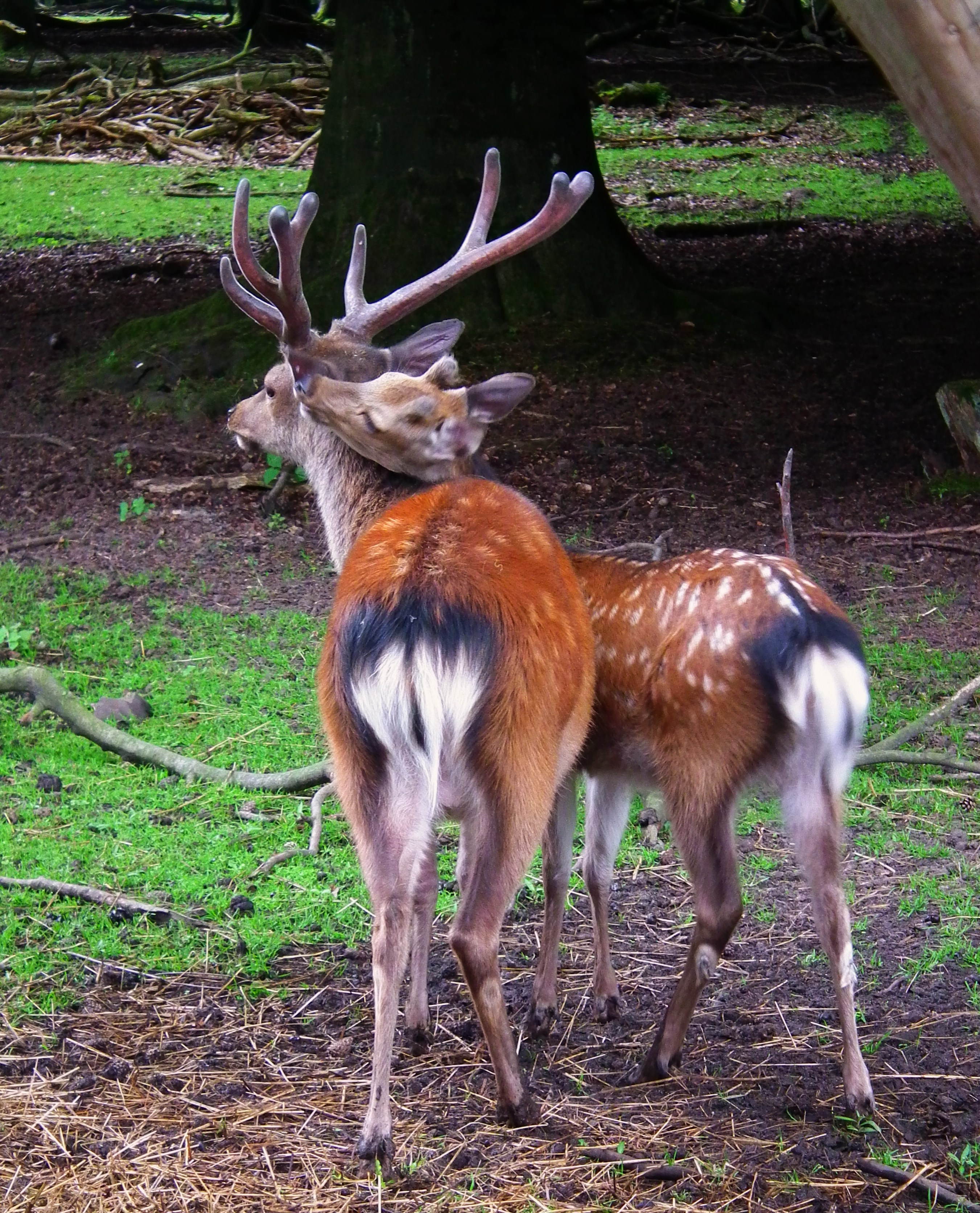
Zärtlichkeiten zwischen Sikahirschen
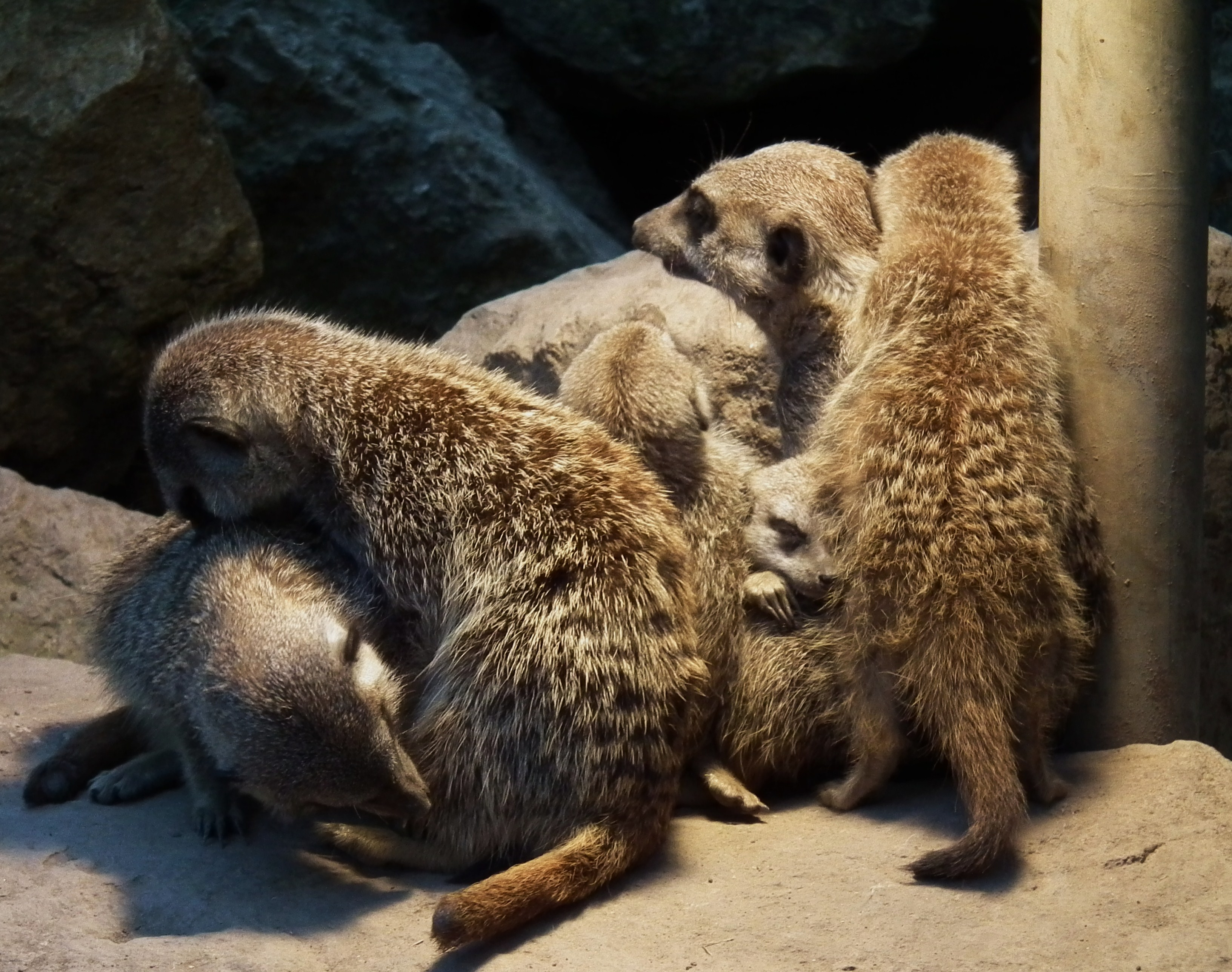
Erdmännchen-Kuschelgruppe
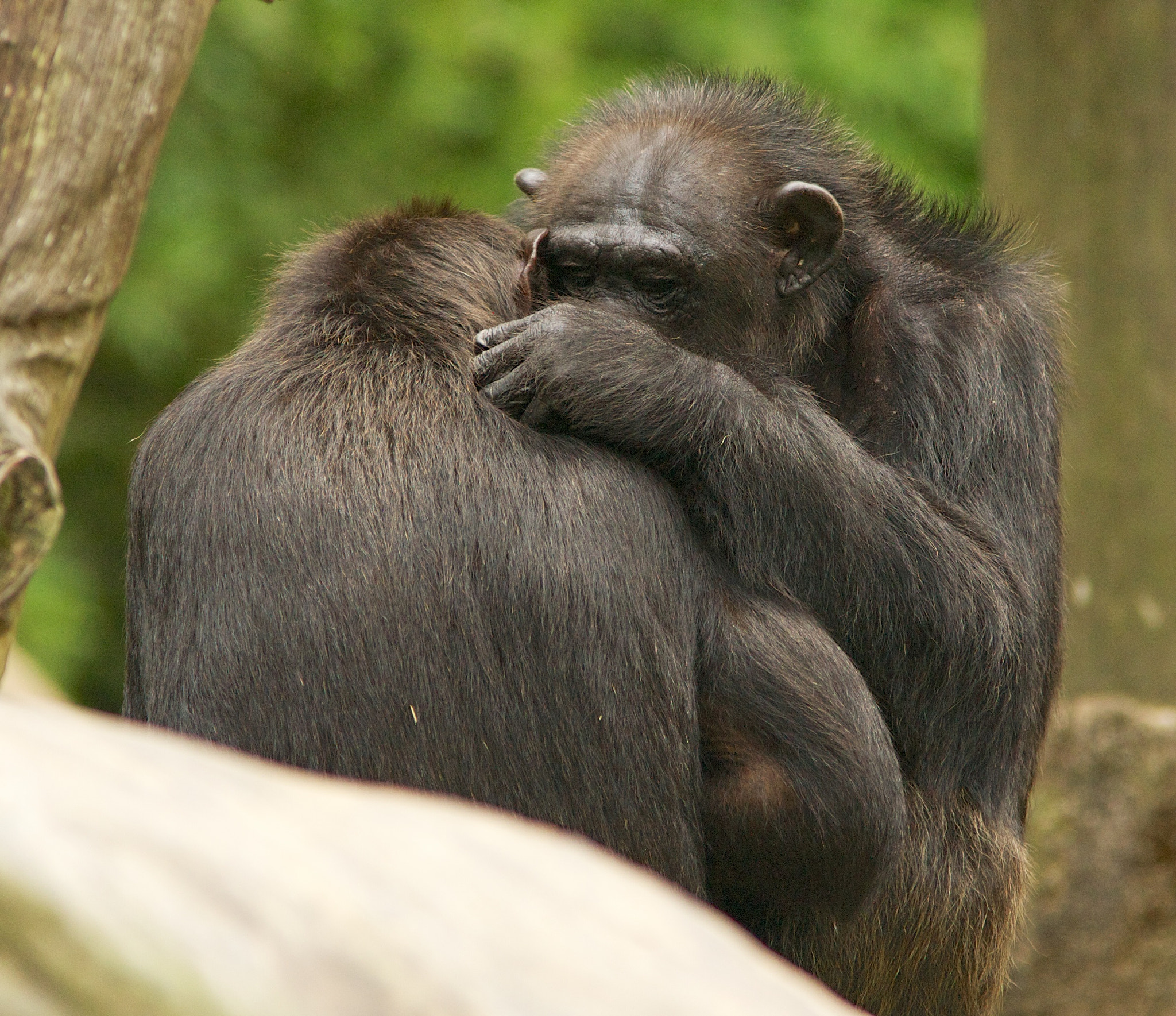
Schimpansen beim zärtlichen Lausen

Balgereien bei jungen Raubtieren haben zwar eine zärtliche Komponente, sie gehören aber zum Spielverhalten der Tiere, bei dem sie mit harmlosen Scheinangriffen das Rangordnungsverhalten und das Beuteschlagen üben. Solche Verhaltensweisen, bei denen erwünschter Körperkontakt auf diese Weise entsteht, gibt es auch bei befreundeten Menschenkindern, zumindest in vielen Gesellschaften heutzutage bei kleinen Jungen eher als bei kleinen Mädchen.
Bei Hunden führen Deprivation, negative Erfahrungen und sozialer Erfahrungsentzug in der Sozialisierungsphase zu Unsicherheit in der innerartlichen und zwischenartlichen Kommunikation und infolgedessen zu eingeschränkter oder fehlender Fähigkeit zu einem freundlichen und zärtlichen Ausdrucksverhalten.

## Förderung der Zärtlichkeit beim Menschen

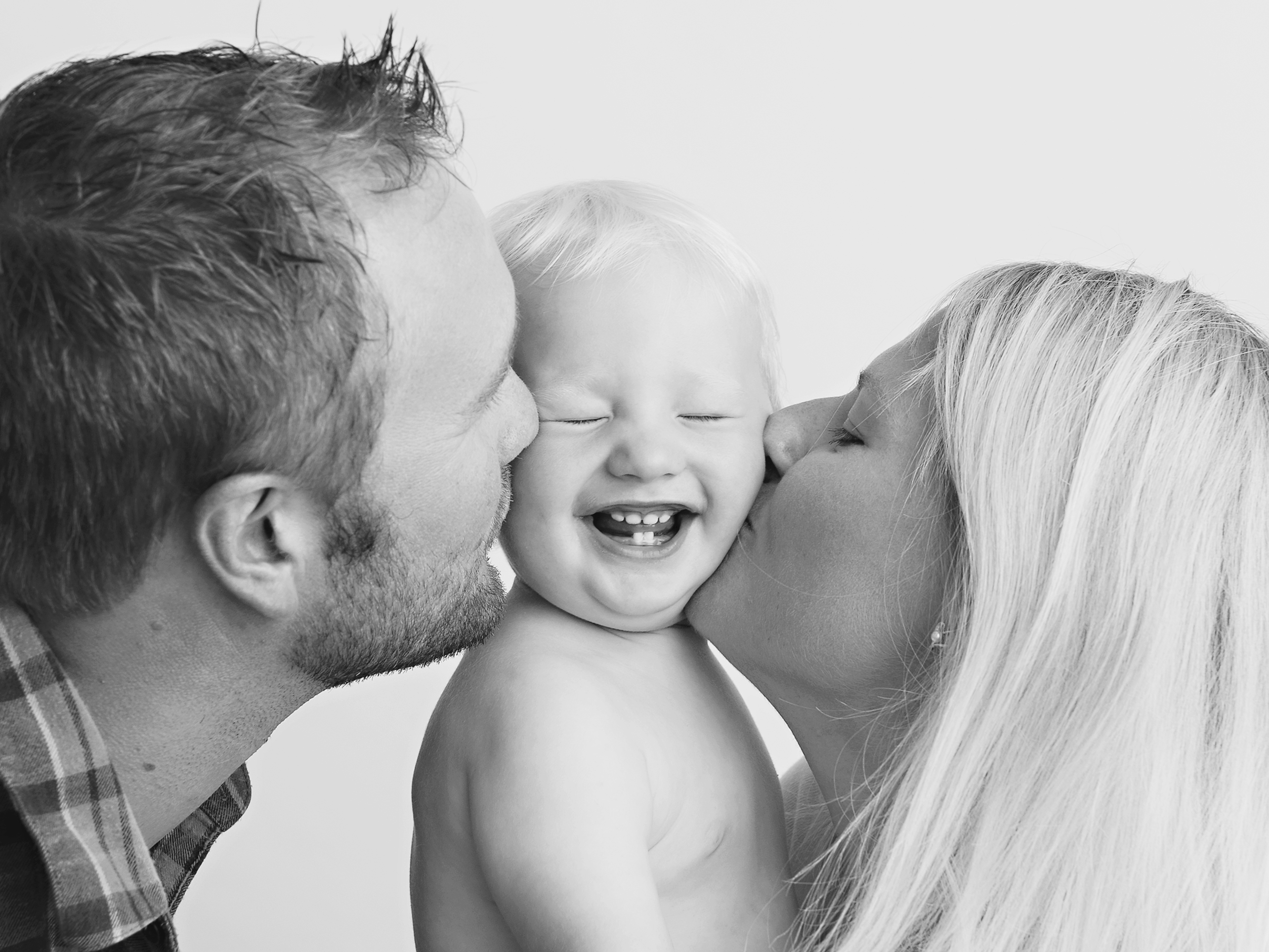

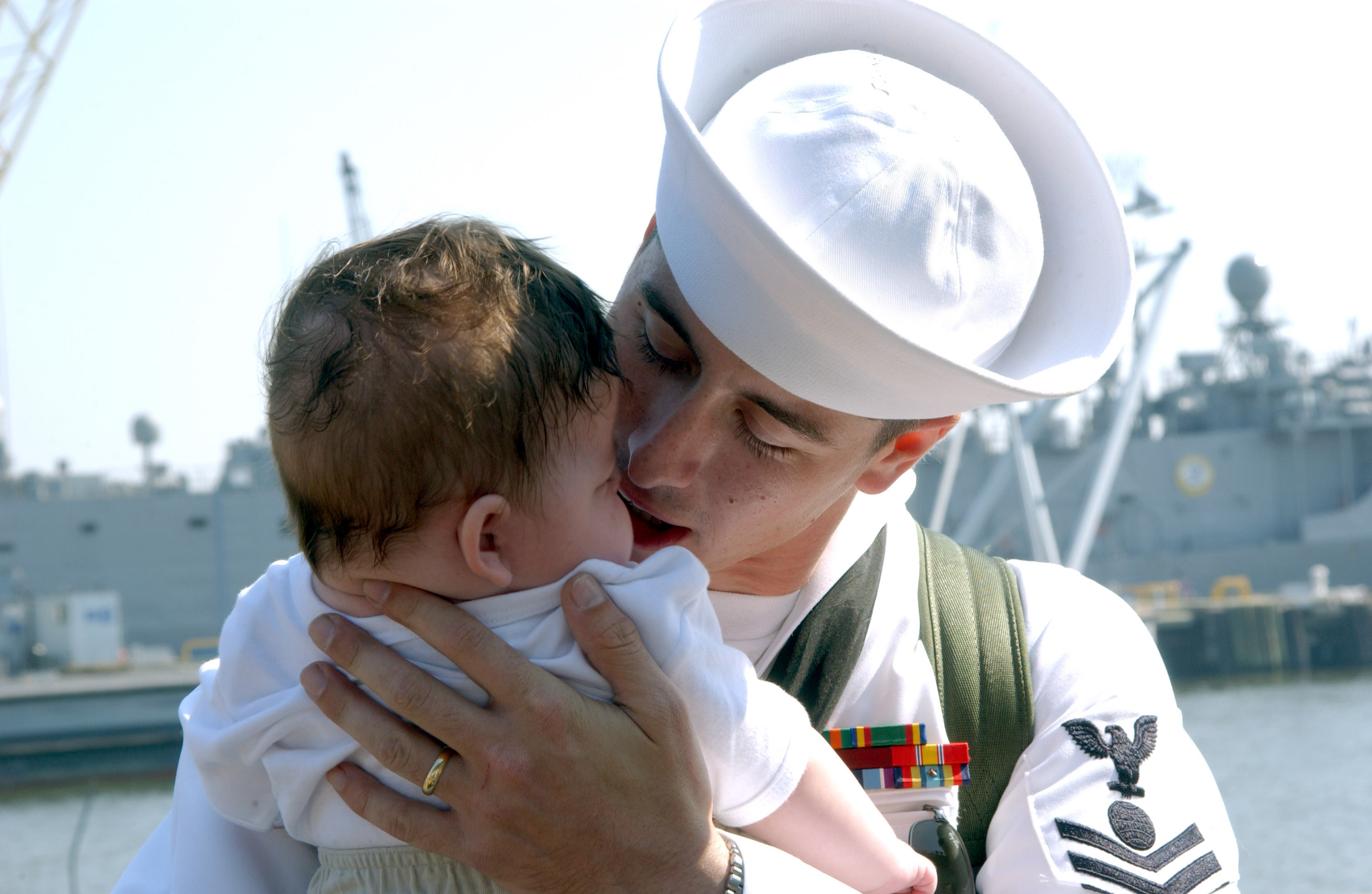

Da der Wunsch nach körperlicher Nähe und zärtlicher Berührung jedem Menschen geschlechtsunabhängig von Geburt an lebenslang gegeben und seine Erfüllung für eine gesunde körperliche wie psychische Entwicklung unbedingt notwendig ist, können in erster Linie alle Verhaltensweisen von Eltern, die bei Kindern in den ersten Lebensjahren – aber auch danach – dieses Bedürfnis befriedigen, den Grundstein für ein genussvolles Annehmen und aktives Geben von Zärtlichkeit legen. Aus psychologischer Sicht ist die Basis für diesen Grundstein die ungestörte Entwicklung einer festen und sicheren Bindung zuerst zwischen Mutter und Kind, aber auch zwischen Vater und Kind.
Dabei konzentriert sich die Bindungstheorie der Psychologie – im Unterschied zur Psychoanalyse – nicht auf die kindlichen Triebe, sondern die realen Erfahrungen mit den Bezugspersonen.

„Unter Bindungsverhalten verstehe ich jegliches Verhalten, das darauf ausgerichtet ist, die Nähe eines vermeintlich kompetenteren Menschen zu suchen oder zu bewahren, ein Verhalten, das bei Angst, Müdigkeit, Erkrankung und entsprechendem Zuwendungs- oder Versorgungsbedürfnis am deutlichsten wird.“

„Dauerhafte Bindungen knüpfen Kinder nur zu wenigen Menschen, während sich ihr Bindungsverhalten durchaus auf mehrere Personen richten kann. Kinder, denen diese Differenzierung misslingt, entwickeln im Allgemeinen ernste psychische Störungen.“

Experten sind sich heutzutage darüber einig, dass der intensive und regelmäßige Körperkontakt die Entwicklung eines Kindes und die Eltern-Kind-Bindung positiv beeinflusst. So weinen getragene Kinder deutlich weniger und sind in der Regel zufriedener als Kinder, die nicht in den Genuss von so viel körperlicher Nähe kommen.

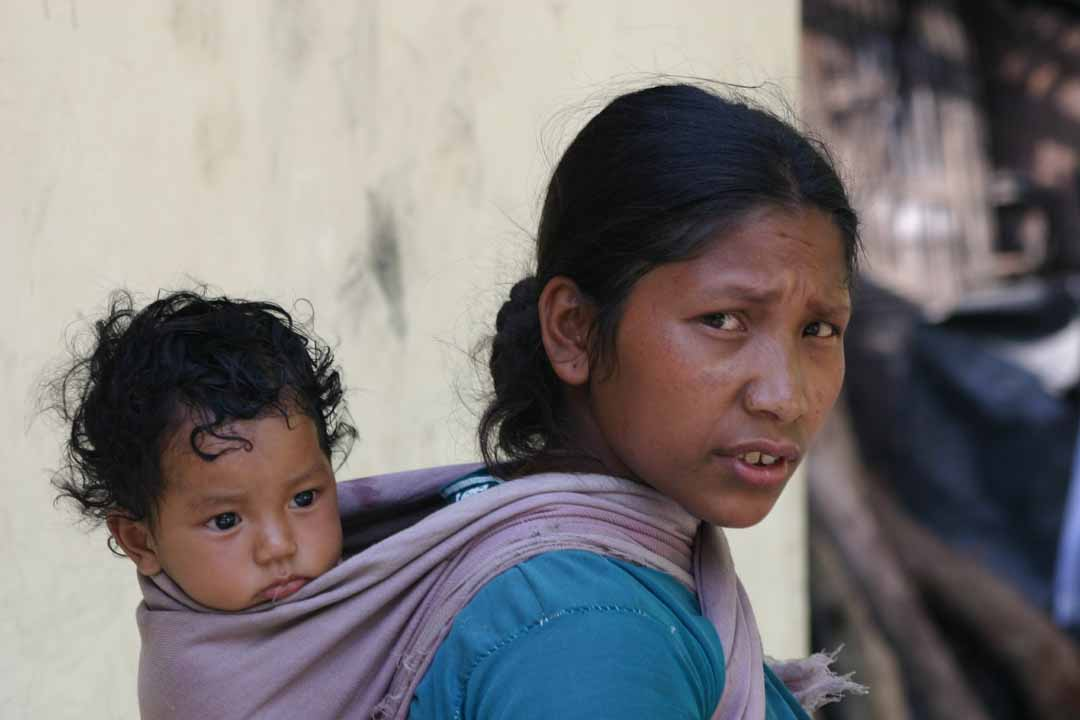
Ständiger Körperkontakt des Kleinkindes bei einem Tragling

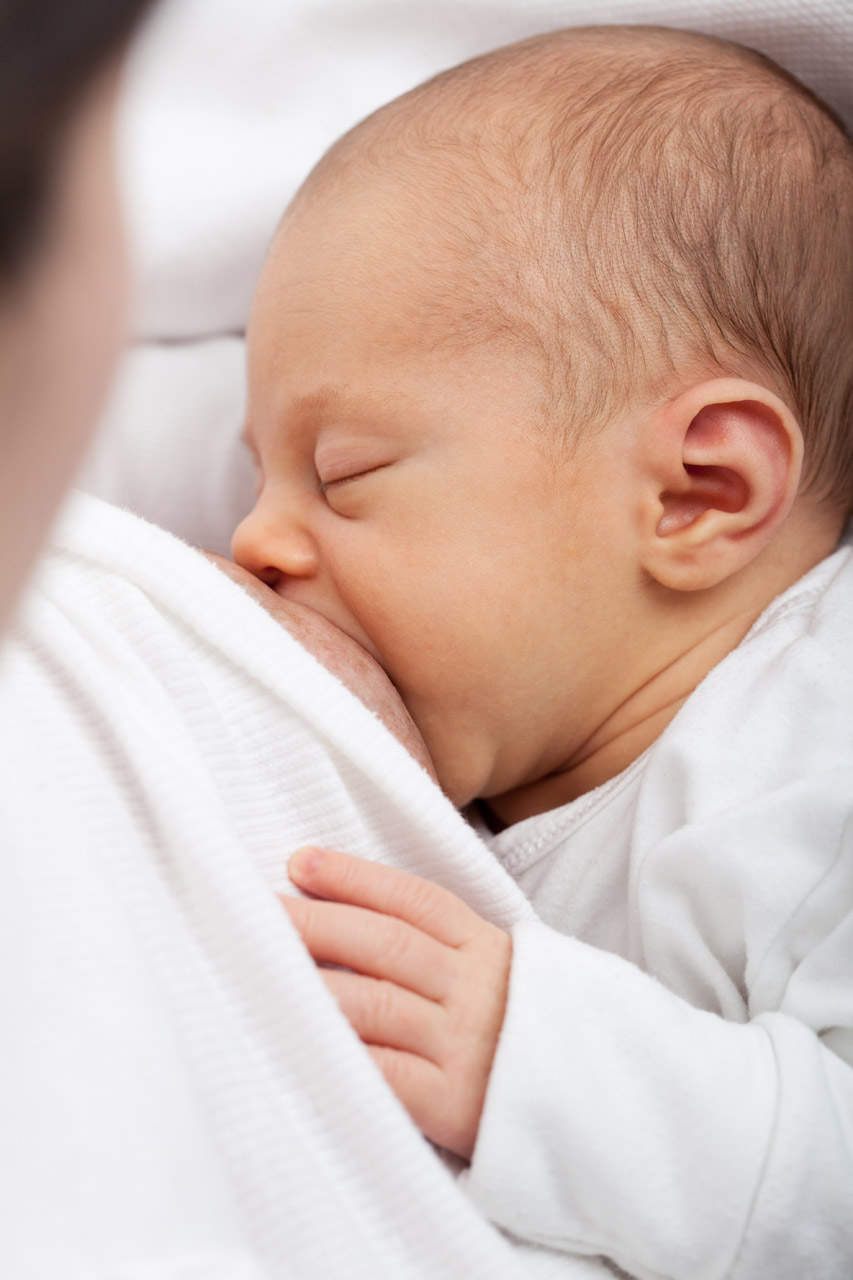
Hautkontakt beim Stillen

Nunmehr wird ein neugeborenes Kind wann immer möglich und medizinisch vertretbar bereits kurz nach dem Geburtsvorgang auf den Bauch der Mutter gelegt und beruhigt sich dadurch sehr schnell. Der Kinder- und Jugendlichenpsychiater K. H. Brisch und andere konnten in ihren Forschungen belegen, dass eine gelungene Bindung zur Mutter erlernt wird, diese sich in einem Gefühl von Verschmolzen-Sein zwischen Mutter und Kind ausdrückt und entscheidend von der Qualität der Berührung zwischen beiden abhängt. Besonders beim Stillen entsteht auch aus der Sicht der Entwicklungspsychologie ein für die gesunde seelische und körperliche Entfaltung das Kindes wichtiger Hautkontakt zur Mutter und es fühlt sich während des ersten Lebensjahres noch mit der Mutter weitgehend vereinigt. Ein häufiger oder ständiger Körperkontakt – wie beispielsweise bei einem Tragling – gibt dem Kind das Gefühl von Geborgenheit und das Vertrauen auf die Zuverlässigkeit und Liebe seiner Betreuungspersonen. Psychologen sprechen in diesem Zusammenhang auch von der Entstehung des Urvertrauens. Erst ab etwa drei Jahren ist das Kind in der Lage, sich als ein unabhängig von der Mutter existierendes Wesen wahrzunehmen.
Die Pädagogin und Therapeutin Marion Esser schreibt dazu in ihrem Buch Beweg-Gründe: „Um nach der Geburt ein einheitliches Körper-Ich entwickeln zu können, ist der Säugling auf einen intensiven Kontakt mit der Mutter oder einer entsprechenden Bezugsperson angewiesen. Es benötigt einen tonischen Körperdialog, ein erneutes Verschmelzen mit dem Körper eines Erwachsenen im Wechsel mit motorischen und taktilen Erfahrungen, befriedigende und lustvolle körperliche Beziehungen, um die langsame Auflösung des direkten Körperkontaktes meistern zu können. An seine Stelle tritt symbolischer Ersatz: Blicke, Gesten, Stimme und schließlich die Sprache als abstrakteste Kommunikationsform.“
Nach Ashley Montagu sind insbesondere Zärtlichkeiten in der Eltern-Kind-Beziehung ein wesentlicher Bestandteil zum Aufbau und zur Erhaltung einer sicheren Bindung und damit für eine gesunde seelische Entwicklung.

## Einfluss von Hormonen
Männer haben von dem natürlichen Geschlechtshormon Testosteron einen höheren Hormonspiegel als Frauen. Manche Hobby- und besonders Leistungssportbetreibende nehmen zusätzliches Testosteron ein, um durch verstärkten Muskelaufbau ihre körperliche Leistungsfähigkeit für Wettkämpfe zu steigern und das trotz der bekannten Nebenwirkungen. Der Testosteronspiegel eines Menschen kann sein Verhalten beeinflussen. Einzelne Untersuchungen kommen zu dem Ergebnis, dass ein hoher Testosteronspiegel egozentrische Entscheidungen und dissoziales Verhalten fördert und die kognitive Empathie verringert. Die Neigung zu einem ausgewogenen Geben und Nehmen wird nicht verstärkt, was sich demnach möglicherweise auch bei der zärtlichen Zuwendung zum Partner bzw. zur Partnerin oder zu den eigenen Kindern auswirken könnte.
Es gibt auch starke Belege für die aktivierenden Effekte von Testosteron auf das soziale und emotionale Verhalten des Menschen. Placebokontrollierte Studien zur Testosteronverabreichung bei jungen erwachsenen Frauen zeigten eine Verringerung der Mimik und des bewussten Erkennens von emotionalen Gesichtsausdrücken. Nach dieser Studie seien jedoch keine direkten Beweise bekannt für herunterregulierende Effekte der Testosteronverabreichung auf die soziale Intelligenz oder kognitive Empathie im Besonderen.
Tierstudien zeigten die Bedeutung der Neuropeptide Prolaktin und Oxytocin für mütterliches Bindungsverhalten. Diese Hormone spielen beim Menschen sowohl in der Neurophysiologie der Mutter als auch des Vaters eine Rolle. Väterliches Plasma-Prolaktin und Oxytocin wurden im zweiten und sechsten Monat nach der Geburt eines Säuglings entnommen und analysiert. Im sechsten Monat wurden Väter bei Interaktionen mit ihrem Baby gefilmt. Diese wurden auf Vater-Kind-Affekt-Synchronität und Hilfestellung durch den Vater bei der Spiel-Exploration des Kindes untersucht. Prolactin war mit dem koordinierten Erkundungsspiel des Vaters im Spielzeugkontext korreliert, während Oxytocin mit der Vater-Sohn-Affekt-Synchronität im sozialen Kontext assoziiert war. Die Ergebnisse weisen auf die Rolle dieser Hormone in der Entwicklung des menschlichen Vaterseins hin und unterstreichen ihre differentiellen Beziehungen zu Mustern der väterlichen Fürsorge.

### In der frühkindlichen Fürsorge
Oxytocin spielt eine wichtige Rolle bei der frühkindlichen Fürsorge und der daraus resultierenden sozialen Bindung. Bei einer umfassenden disziplinübergreifenden Auswertung von Studien, die sich auf Mutter-Säuglings- und Vater-Säuglings-Interaktionen konzentrierten und den Oxytocin-Spiegel zu Beginn und nach der Interaktion maßen, zeigte sich eine positive Korrelation zwischen Eltern-Kind-Kontakt und Oxytocinspiegeln in der Säuglingszeit. Erhöhte mütterliche Oxytocinspiegel standen in signifikantem Zusammenhang mit mehr liebevollem Kontaktverhalten der Mütter nach Mutter-Säuglings-Kontakt, Synchronie und Engagement. Gleichzeitig wurde festgestellt, dass erhöhte väterliche Oxytocinspiegel mit mehr stimulierendem Kontaktverhalten bei Vätern nach dem Vater-Kind-Kontakt zusammenhängen. Der Oxytocin-Spiegel stieg bei Säuglingen, Müttern und Vätern während des Haut-zu-Haut-Kontakts signifikant an. Eltern mit höheren Oxytocin-Spiegeln zeigten mehr Synchronität und Ansprechbarkeit in ihren Säuglingsinteraktionen.

### Im weiteren Lebensverlauf
Aber nicht nur in der Eltern-Kind-Beziehung ist Berührung beziehungsweise Körperkontakt für das Wohlbefinden entscheidend und für Menschen sogar überlebenswichtig. Auch nach Ekkehart D. Englert führt erwünschter Körperkontakt im gesamten Lebensverlauf dazu, dass man sich insgesamt dem anderen Menschen (oder einem Tier) deutlich näher fühlt. Diese Nähe zu einem Vertrauten oder einer geliebten Person erzeugt eine positive Atmosphäre, welche zur Ausschüttung von Endorphinen, Botenstoffen wie der Neurotransmitter Dopamin und das Hormon Oxytocin führt, die das Wohlbefinden fördern. Besonders beim zärtlichen Kuscheln oder Schmusen werden diese Stoffe ausgeschüttet; das Gehirn setzt sich sozusagen unter seine eigenen Drogen, wobei die Art der Berührung auch eine jeweils andersartige Wirkstoffkombination zu generieren scheint. Der erhöhte Oxytocin-Spiegel lässt beim Menschen positive Emotionen wie zum Beispiel Vertrauen zu anderen Menschen entstehen. Dies stellt eine wichtige Voraussetzung dar, um emotionale Bindungen aufzubauen.
So wird eben auch in der neurochemischen Forschung das Hormon Oxytocin beim Menschen mit psychischen Zuständen wie Liebe, Vertrauen und Beruhigung in Zusammenhang gebracht. Weiterhin wird festgestellt, dass die angemessene (moderate) Ausübung taktiler Reizung auf das Hautorgan in rhythmischen Abständen – mit anderen Worten: das Streicheln – eine Freisetzung von Oxytocin bewirkt und zu einer Beruhigung und einem Wohlgefühl führt, das die Bindung der beteiligten Personen verstärkt. Oxytocin wird also bei angenehmen Körperkontakten wie Umarmungen und Zärtlichkeiten sowie Massagen ausgeschüttet, und ebenso beim Singen. Weitere wissenschaftliche Forschungen deuten auch darauf hin, dass eine Freisetzung von Oxytocin durch angenehme Sinneswahrnehmungen wie Berührungen und Wärme, durch Nahrungsaufnahme, durch Geruchs-, Klang- und Lichtstimulation sowie durch rein psychologische Mechanismen ausgelöst werden kann, insbesondere infolge einer entsprechenden Konditionierung; im Gehirn wird es zudem bei Stress freigesetzt. Ein erhöhter Oxytocinspiegel verringert also Ängste, Stress und Spannungen, denn mit der Ausschüttung von Oxytocin sinkt auch die Spannung in den Skelettmuskeln. Nach Ekkehart D. Englert kennen alle Menschen das damit verbundene Gefühl: der Trost und die Kraft, die von einer innigen Umarmung ausgehen, besonders in Momenten von Verzweiflung, Kummer und Trauer. Solche Berührungen tun nicht nur der menschlichen Seele gut, sondern auch der allgemeinen Gesundheit. Kuscheln, Schmusen und Streicheln stärken das Immunsystem und wirken sich positiv auf das vegetative Nervensystem aus und damit beispielsweise auf den Blutdruck und die Atmung.

## Unfähigkeit zur Zärtlichkeit beim Menschen
Wird das kindliche Bedürfnis nach körperlicher Nähe und zärtlicher Berührung auf Dauer von niemandem erfüllt, stellt der ungestillte Hunger nach zärtlicher Berührung eine sehr große und langfristig unerträgliche traumatische Belastung dar. In der von John Bowlby begründeten Bindungstheorie bedeuten belastende und traumatisierende Verhaltensweisen von Eltern, dass sie sich gegenüber dem Kind nicht feinfühlig verhalten. Fehlende Feinfühligkeit – wie beispielsweise auch schon ein nicht passiv im Arm oder im Tragetuch getragener Säugling (siehe: Tragling #Der Mensch als Tragling) – behindert oder verhindert gar, dass das Kind eine sichere Bindung entwickeln kann. Der in früher Kindheit erworbene Bindungsstil beziehungsweise eine Bindungsstörung können den gesamten Lebenslauf beeinflussen.
Außerdem kann es zu weiteren sozialen, emotionalen und kognitiven Beeinträchtigungen kommen (siehe auch Kindheitstrauma), denn psychische Erkrankungen treten in Abhängigkeit vom Ausmaß der Kindheits-Belastungsfaktoren statistisch häufiger auf, und zwar depressive und Angsterkrankungen, Suizidalität, somatoforme Störungen, Essstörungen, Suchterkrankungen, Persönlichkeitsstörungen sowie Posttraumatische Belastungsstörung. Die Möglichkeit der Entwicklung einer Posttraumatischen Belastungsstörung bei Kindern ist deshalb gegeben, da bei anhaltendem Stress langfristig eine erhöhte Kortisol-Ausschüttung erfolgt. So kommt es zu einer Beeinträchtigung der Hirnentwicklung und zu „biologischen Narben“, was sich in einer lebenslangen Dysfunktion des Stress-Verarbeitungssystems im Sinne einer erhöhten Vulnerabilität für körperliche wie psychosoziale Belastungssituationen niederschlagen kann.
Ein Weiterleben unter derartigen Umständen ist nach Freudscher Auffassung und Terminologie letztlich nur mit psychischer Verdrängung des nicht Bekommenen möglich. Diese Überlebensstrategie kann so weit gehen, dass für die betroffene Person allein schon der bewusste Gedanke an Zärtlichkeit unerträglich wird, erst recht ein aktives Geben von Zärtlichkeit oder sogar auch das Annehmen derselben von einer anderen Person.
Es gibt von daher sowohl Männer wie auch Frauen, für die ein Geben oder auch ein Annehmen von Zärtlichkeit – selbst an oder von ihnen nahestehenden Menschen – ohne zumeist lang andauernde Therapie kaum noch oder gar nicht mehr möglich ist. Vielleicht sind diese Menschen in völlig zerrütteten Familienverhältnissen aufgewachsen, in denen Kindesvernachlässigung, eine emotionale Kälte, massiver sexueller Missbrauch oder sogar innerfamiliäre Gewaltausbrüche bei beispielsweise drogenabhängigen Eltern (Alkohol u. a.) an der Tagesordnung waren, ohne jeden Ausgleich durch Großeltern, Verwandte oder außerfamiliärer, fürsorglicher Bezugspersonen.
Unabhängig von innerfamiliären Verhältnissen kann besonders bei Kindern und Jugendlichen ein schwerer und traumatisch erlebter sexueller Missbrauch in der Folge dazu führen, dass die Betroffenen – ohne Therapie – für lange Zeit nicht mehr in der Lage sind, körperliche Nähe auch von ihnen nahestehenden Personen zuzulassen und Zärtlichkeit anzunehmen oder anderen zu geben. Ebenso verhält es sich oft nach ein- oder gar mehrmaliger Vergewaltigung und auch bei Zwangsprostitution. Ein auf diese Weise entstandener Ekel vor körperlicher Annäherung und Berührung macht – ohne jede erfolgreiche Therapie – Zärtlichkeit nahezu unmöglich.
Von dem zuvor Genannten abgesehen haben besonders Jungen in stark patriarchalisch ausgerichteten Familien (und Kulturen) – egal wo auf unserer Welt – einen in puncto Zärtlichkeit deutlichen Entwicklungsnachteil. Ein Geben und Nehmen von Zärtlichkeit durch Lernen am Modell ist bei Fehlen oder überwiegender Abwesenheit eines Vaters (z. B. bei Berufstätigkeit) kaum möglich. Ebenso bei ausgeprägter väterlicher Strenge bei einem autoritären Erziehungsstil, bei der selbst eine nur gelegentliche liebevolle Zärtlichkeit für seinen Sohn, oder ein für die Kinder erlebbarer freundlich-zärtlicher Umgang zwischen Mutter und Vater keinen Platz hat. Im Bereich der Kunst gibt der Film Das Weiße Band dafür ein erschütterndes Beispiel.
Es wäre für einen heranwachsenden Jungen nur von Glück, wenn er dann wenigstens von seiner Mutter, auch Großmutter oder Tante eine zärtliche Zuwendung erleben könnte. Doch dabei könnte er nach dem Prinzip der Sozialkognitiven Lerntheorie leider auch zugleich die Fehleinschätzung lernen, dass Zärtlichkeit in erster Linie oder allein aktiv von einer Frau auszugehen hat. Ob ein derart in seiner Kindheit und Jugend geprägter Mann stets problemlos Willens und in der Lage ist, auch von sich aus Zärtlichkeit zu geben, bleibt fraglich, denn immerhin fehlte bei der zuletzt angesprochenen Familienkonstellation das Vorbild eines unverkrampft und aktiv Zärtlichkeit gebenden Vaters, oder war größtenteils abwesend. Eine in Australien durchgeführten Studie an 1400 Kindern mit länger arbeitenden Vätern kommt zu dem Ergebnis, dass Kinder schon dabei die fehlenden Bezugspersonen suchen, Söhne verstärkt an fehlenden Vätern leiden und Aggressionen sowie nach innen gerichtete Verhaltensauffälligkeiten belegt wurden. Wenn laut Gilson M. Muza Kinder nicht mit ihren Vätern interagieren können, haben sie Probleme mit ihrer sexuellen Identität, Schwierigkeiten Grenzen zu erkennen und die Regeln der sozialen Interaktion zu lernen. Ein solches Versagen kann sich auf verschiedene Weise manifestieren, einschließlich einer erhöhten Tendenz, sich auf Kriminalität einzulassen.
A. Montagu (1971) schrieb mit Darstellung eines weiteren Gesichtspunktes dazu:
„Wenn wir in unserer Kultur lernten, daß es genau so wesentlich ist, wenn der Vater die der mütterlichen entsprechende taktile Befriedigung gibt, gelänge uns ein großer Schritt in der Verbesserung der menschlichen Beziehungen. Es spricht nichts dagegen, daß ein Vater sein Kind badet, abtrocknet, an sich drückt, es streichelt, fest in die Arme nimmt oder auch gelegentlich seine Windeln wechselt und es abputzt, es hält, wiegt, trägt, mit ihm spielt und ihm eine Menge liebevoller taktiler Anregung gibt. Das einzige, das den Mann hindert, sich so zu verhalten, ist die völlig veraltete Tradition, daß es für einen Mann weibisch ist, sich so zu verhalten und ihm deshalb nicht ansteht. Glücklicherweise ist es eine rasch schwindende Überlieferung, und man sieht immer mehr junge Väter, die sich intensiv in aller möglichen Weise »weibisch« um ihre Kinder kümmern, die nur eine Generation vorher als unter der Würde eines »wirklichen« Mannes betrachtet worden wäre“. (S. 147: 7.14 Mutter, Vater, Kind und Haut)

## Dokumentationen
- Haut an Haut – Eine kurze Kulturgeschichte der Berührung. TV-Dokumentation, Annebeth Jacobsen (Regie), ZDF/ Broadview GMBH, Deutschland 2021 (Auf: youtube.com).
- Die Macht der sanften Berührung. TV-Dokumentation; Dorothee Kaden (Regie), Hessischer Rundfunk/ Arte, Deutschland 2020 (Auf: youtube.com / Auf: ardmediathek.de).
- Leschs Kosmos – Touch me – was Berührung mit und macht. TV-Dokumentation mit Harald Lesch; ZDF 2022.